# Ivano Balić
Ivano Balić (Split, 1. travnja 1979.), hrvatski rukometaš, olimpijski pobjednik i svjetski prvak. Podrijetlom je iz Dugopolja, kraj Splita. Rukomet je volio od malih nogu i zapravo odrastao u dvorani. Kao najbolji igrač 2001. godine potpisao je za RK Metković te je tada prvi puta pozvan u A rukometnu reprezentaciju Hrvatske.
Godine 2010. je proglašen najboljim rukometašem svih vremena po izboru IHF-a.
Proglašen je najboljim igračem svijeta 2003. i 2006. godine, najboljim hrvatskim športašem 2007., te najboljim rukometašem Hrvatske (2004., 2006., 2007. i 2008.) godine. Dvostruki je dobitnik Državne nagrade za šport "Franjo Bučar" 2004. godine, kao pojedinac i kao član hrvatske rukometne reprezentacije. 2008. na Olimpijskim igrama u Pekingu dobio je čast nositi zastavu Hrvatske. 2012. godine na Olimpijskim igrama u Londonu dobio je svoju metro-postaju, imao je čast da bude među 361 velikana olimpijskog športa. Balić je tako dobio postaju u sjeveroistočnom dijelu Londona na "rukometnoj ruti" u kojoj su još Magnus Wislander, Andrej Lavrov i Camilla Andersen.
Dobitnik je Nagrade grada Metkovića "Ždral" u sportske uspjehe i promicanje ugleda grada 2004. godine.

## Klupska karijera
Prije rukometa dugo godina trenirao je košarku u tadašnjem klubu Jugoplastika i POP 84, današnjem KK Split. Rukomet je počeo igrati u RK "Split". Nakon trogodišnje afirmacije (2001. – 2004.) u RK Metkoviću, Balić 2004. na četiri godine prelazi u Portland San Antonio. Godine 2008. potpisuje za RK Croatia Osiguranje Zagreb.
Osvojio je Hrvatski kup 2002. godine s RK Metković Jambo i 2009. godine s RK Zagrebom te hrvatsko prvenstvo 2009. godine također s RK Zagrebom.S RK Croatia Osiguranje Zagreb je iz godine u godinu počeo osvajati prvenstvo Hrvatske i kup Hrvatske.
Iako ga se u ljeto 2012.godine povezivalo s mnogim klubovima, odabrao je Atlético Madrid i potpisao jednogodišnji ugovor.
Nakon jedne sezone provedene u Atlético Madrid Ivano kao slobodan igrač odlazi iz Madrida. Iako se spominjalo da će produžiti ugovor s Madrižanima, zbog financijskih problema ipak napušta madridski klub.
Nakon toga Ivano svoju karijeru odlučuje nastaviti u njemačkom HSG Wetzlar, te potpisuje ugovor na jednu sezonu.
Svoju posljednju utakmicu Balić je odigrao 5. lipnja 2015. u Bundesligi. Njegov Wetzlar pobijedio je Göppingen 29:24, čemu je pridonio učinkom od jednog pogotka i pet asistencija.

## Reprezentativna karijera
Osvojio je zlato na Mediteranskim igrama 2001. u Tunisu.
Prvak svijeta 2003. godine u Portugalu. Osvajač je zlatne medalje na Olimpijskim igrama 2004. godine u Ateni. Drugi je sa svjetskog prvenstva u Tunisu 2005. i europskih prvenstava u Norveškoj 2008. i Austriji 2010., te dvostruki četvrti na Europskim prvenstvima (Slovenija 2004., Švicarska 2006.). Redovito je na velikim natjecanjima izabiran za najboljeg igrača turnira (MVP), te je samim tim redovito i u najboljoj momčadi (SP 2003.; EP 2004.; OI 2004.; SP 2005.; EP 2006.; SP 2007.;  EP 2008.). 
Kao prilog mišljenju da se radi o tada najboljem rukometašu na svijetu govori i činjenica da je proglašen najboljim igračem (53 gola + 44 asistencije) Svjetskog prvenstva 2007. u Njemačkoj unatoč činjenici da je Hrvatska osvojila tek 5. mjesto, a prozvan je i "rukometnim Jordanom", "rukometnim Mozartom" i "rukometnim Ronaldinhom".
Posebnu čast dobio je postavljanjem za nositelja hrvatske zastave na svečanom mimohodu otvorenja Olimpijskih igara 2008. u Pekingu, te je na taj način i neizravno proglašen jednim od najboljih hrvatskih športaša svih vremena.
Prema anketi službene stranice Međunarodnog rukometnog saveza odnio je naslov najboljeg rukometaša svih vremena ispred Nikole Karabatića i Talanta Dujšebajeva.